# Ormtjärnen (Floda socken, Dalarna)
Ormtjärnen är en sjö i Gagnefs kommun i Dalarna och ingår i Norrströms huvudavrinningsområde.